# San Marino i olympiska sommarspelen 2004
San Marino i olympiska sommarspelen 2004 bestod av 5 idrottare som blivit uttagna av San Marinos olympiska kommitté.

## Friidrott
Herrar
Bana, maraton och gång
| Idrottare           | Gren      | Heat     | Heat      | Kvartsfinal      | Kvartsfinal      | Semifinal        | Semifinal        | Final            | Final            |
| Idrottare           | Gren      | Resultat | Placering | Resultat         | Placering        | Resultat         | Placering        | Resultat         | Placering        |
| ------------------- | --------- | -------- | --------- | ---------------- | ---------------- | ---------------- | ---------------- | ---------------- | ---------------- |
| Gian Nicola Berardi | 100 meter | 10.76    | 7         | Gick inte vidare | Gick inte vidare | Gick inte vidare | Gick inte vidare | Gick inte vidare | Gick inte vidare |